# Hombourg (Belgique)
Pour les articles homonymes, voir Hombourg.
 (juin 2025).
Si vous disposez d'ouvrages ou d'articles de référence ou si vous connaissez des sites web de qualité traitant du thème abordé ici, merci de compléter l'article en donnant les références utiles à sa vérifiabilité et en les liant à la section « Notes et références ».
Hombourg est une section de la commune belge de Plombières située en Wallonie dans la province de Liège. 
Elle dispose d'une dénomination officielle en allemand (Homburg) et en néerlandais (Homburg). Dans le francique rhéno-mosan local « platdutch », le nom de la localité se prononce « (op) Homerech ». En wallon, le nom de Hombourg se prononce « Hôbâr ».
C'était une commune à part entière jusqu'au 31 décembre 1976.

## Histoire

### Origine
Attesté pour la première fois en 1070 (« Hunborc »). Dès 1124, le chapitre de la collégiale Saint-Pierre à Liège possède des biens à Hombourg (graphie « Homborgh ») et y établit une cour de justice (« St Peterhof ») qui se rapporte en fait au château-ferme de Berlieren, la plus ancienne seigneurie foncière de Hombourg.

### Au duché de Limbourg
Hombourg faisait partie du duché de Limbourg (sur Vesdre). En 1286, le château de « Vilhenru » (actuellement Vieljaeren) est détruit par le duc Jean Ier de Brabant dans le cadre de la guerre de succession du duché de Limbourg dont il s'est emparé après la bataille de Worringen en 1288.
La paroisse de Hombourg est constituée à partir du démembrement de la paroisse primitive de Teuven ; l'église primitive de Hombourg date du XIIIe siècle mais la diversité des collations dans la région permet de faire remonter l'origine de la paroisse avant cette époque et le fait qu'elle soit dédiée à Saint-Brice (successeur de Saint-Martin à l'épiscopat de Tours (397-444)) la situe généralement avant l'an 1000. 
Au duché de Limbourg, Hombourg fait partie du ban primitif « de Sinnich-Völkerich » attesté en 1275 et 1388, lequel est dénommé « de Homborch, Zennich en Fulkerich » en 1491, puis, en 1547 et 1559 « banck Homborch en Montzen » avant de s'appeler « de Montzen » depuis 1689.
La seigneurie hautaine des localités de Hombourg et Rémersdael fut engagée une première fois par le roi d'Espagne de 1560 à 1615 à Henri de Ghoer, seigneur de Vieljaeren, puis en 1648 à Winand et Jean-Henri d'Eynatten d'Obsinnich. Le comte Frédéric d'Eynatten la vendit en 1721 à la baronne de Hochsteden qui épousa le baron Christian de Furstenberg. Le dernier relief par Théodore de Furstenberg eut lieu le 4 octobre 1791.
Une cour de justice qui se substitua à celle du ban fut établie à Hombourg et exerçait aussi, sous la direction du drossard, la haute justice (avec possibilité de prononcer la peine de mort) mais ses sentences étaient susceptibles d'appel devant la haute cour de Limbourg.
À côté de cette cour judiciaire, la « régence » comprenant deux « bourgmestres » de Hombourg et deux autres de Rémersdael et s'occupait avec les échevins de la répartition des impôts et de la défense des intérêts des deux localités.

### De 1794 à nos jours
Après la seconde arrivée des troupes françaises en 1794, cette ancienne magistrature disparut mais la région ne se soumit pas au nouveau régime et attendait le retour des Autrichiens. Un soulèvement éclata et conduisit à la « conjuration du Bois-Rouge » à Rémersdael le 8 février 1799, laquelle fut trahie et conduisit à l'exécution de plusieurs conjurés dont un Hombourgeois.
En 1850, 85 habitants de Rémersdael demandèrent l'érection de leur section en commune et le Moniteur du 12 décembre 1852 publia l'arrêté séparant Rémersdael de Hombourg.
Dans la seconde moitié du XIXe siècle et jusqu'à la Première Guerre mondiale, le réseau routier, les locaux administratifs et scolaires font l'objet de réalisations nouvelles et, en 1895, la ligne de chemin de fer Liège-Plombières avec une gare à Hombourg est inaugurée.
Dans la nuit du 3 au 4 août 1914, l'armée fit sauter la tête du tunnel de la Laschet à Hombourg. Ce fut le premier signe tangible de la Première Guerre mondiale en Belgique. La ligne de chemin de fer Visé-Montzen avec la gare à deux niveaux de Hindel fut réalisée durant la Première Guerre mondiale. 
Durant l'entre-deux-guerres, la caserne de Hombourg et la laiterie de Hombourg construites à proximité de la gare permirent un développement de ce quartier.
Durant la Seconde Guerre mondiale, Hombourg fut annexée au IIIe Reich avec les autres localités voisines mais la plupart des jeunes gens, réfractaires à la Wehrmacht, se cachèrent dans les environs.

## Langues
Depuis les invasions franques jusqu'à ce jour, la population de Hombourg s'exprime en francique rhéno-mosan aussi appelé francique carolingien. Il s'agit d'un dialecte intermédiaire entre le limbourgeois de l'Est (de Fouron-le-Comte et Valkenburg) et le francique ripuaire d'Aix-la-Chapelle, Raeren, Kerkrade ou Cologne. Le dialecte usité à Hombourg est parlé de Fouron-St-Martin à Eupen en Belgique mais aussi à Heerlen au Limbourg néerlandais, Mönchengladbach ou Düsseldorf en Allemagne. 
Sur le plan administratif, après l'utilisation jusqu'au XVIe siècle du dialecte local dans les actes écrits, il fut supplanté par le « Bromesch » (brabançon), langue du gouvernement des Pays-Bas espagnols puis autrichiens. 
Sur le plan religieux, c'est essentiellement l'allemand (Hochdeutsch) qui s'implanta surtout à partir du XVIIIe siècle.
Au XIXe siècle et jusqu'en 1910, les recensements linguistiques à Hombourg comportent de grandes variations dans les déclarations des habitants au niveau des langues, lesquelles s'expliquent par l'absence de prise en compte du fait dialectal par le recensement et, en conséquence, son assimilation abusive tantôt à l'allemand, tantôt au néerlandais. 
Après le premier conflit mondial, le recensement de 1920 et plus encore celui de 1930 donnent une large majorité au français et le conseil communal décide en 1919 d'adopter le français en lieu et place de l'allemand à l'école. À l'église, c'est après le second conflit mondial que le français remplace l'allemand (après que celui-ci eut été rétabli durant l'annexion de 1940 à 1944 à l'école).
Administrativement, la commune est de langue française depuis 1794 (sauf de 1940 à 1944) et, lors du clichage de la frontière linguistique en 1962-1963, Hombourg a obtenu comme ses 8 communes voisines, un régime de langue française. Toutefois une faculté d'application de facilités linguistiques administratives moyennant avis en ce sens du conseil communal reste possible.
Sur le plan scolaire, la langue de l'enseignement est le français avec étude de l'allemand et du néerlandais depuis la 3e année d'études primaires. 
Actuellement, environ 85 % de la population est d'expression française, 7 % d'expression allemande, et 8 % d'expression néerlandaise.
Environ la moitié de la population d'expression française (mais essentiellement les tranches d'âges de plus de 40 ans) connaît aussi le dialecte local.

## Folklore
Depuis 1881, Hombourg est connu dans la contrée pour son folklore des « Joupes » et des « Brices ». 
À la suite d'une procession où selon une version démentie par d'autres la statue de la Vierge aurait été abandonnée au bord de route par les porteurs de la séculaire (1591) société Saint-Brice, le curé de l'époque a constitué une « Société de Saint-Joseph » notamment pour porter cette statue. Le village s'est alors divisé entre partisans de la Société Saint-Brice et de la Société Saint-Joseph (« Joupes »).
Ces rivalités se répercutèrent tant au niveau sociétaire (société de tir et d'agrément, jeunesse, société d'harmonie, société de théâtre) qu'au niveau des partis politiques au conseil communal. 
Des tentatives de conciliations eurent lieu en 1914 et de 1964 à 1970 chaque fois à l'instigation du bourgmestre, mais des épisodes souvent pittoresques émaillèrent les rivalités pendant un siècle.
De nos jours, la tension est tombée et seule une saine émulation existe encore au niveau des deux harmonies. 
Les Hombourgeois trinquent désormais à la santé de leur folklore grâce aux bières artisanales locales, la « Joup » (brune) et la « Brice » (blonde).

## Démographie
Après la séparation de Rémersdael en 1852, la population de Hombourg était de 1 127 habitants en 1856. Elle grimpa jusqu'à 1 476 en 1910 pour retomber à 1 402 en 1920 et remonter ensuite à 1 602 en 1947 (après avoir connu une population de près de 1 800 habitants en 1938 par la domiciliation à Hombourg des gardes-frontières à la Caserne). Après 1947, la population est redescendue progressivement jusqu'à 1 279 en 1987 pour remonter ensuite à 1 405 en 1992 et se stabiliser à ce chiffre depuis lors. Il y a lieu toutefois d'amputer l'ensemble de ces chiffres d'environ 200 habitants pour obtenir la population du village de Hombourg sans la partie du village de Plombières située sur l'ancienne commune de Hombourg.

### Évolution démographique
- Sources : INS, Rem. : 1831 jusqu'en 1970 = recensements, 1976 = nombre d'habitants au 31 décembre.
- 1856* : scission de Remersdael en 1852

## Autres chiffres
La superficie de l'ancienne commune de Hombourg était de 16,72 km2 (dont environ 15 km2 pour le village de Hombourg).
L'altitude maximale de Hombourg (rue du Mémorial Américain) est de 335 m et l'altitude minimale est de 145 m (au confluent du Bahnhagerbach avec la Gueule). Le village se trouve à l'altitude de 250 m et le sommet du Schaesberg (croix JRC de 1979) est situé à 275 m. 
Hombourg est la seule localité en Belgique d'où il est possible de voir d'un même point (colline de Hees ou Schaesberg) à la fois les 3 Communautés de Belgique : Communauté française dont fait partie Hombourg, Communauté flamande (à laquelle la commune voisine de Fourons a été rattachée) et Communauté germanophone et, par ailleurs un coin de Belgique, un autre des Pays-Bas et un dernier de l'Allemagne.

## Monuments et curiosités

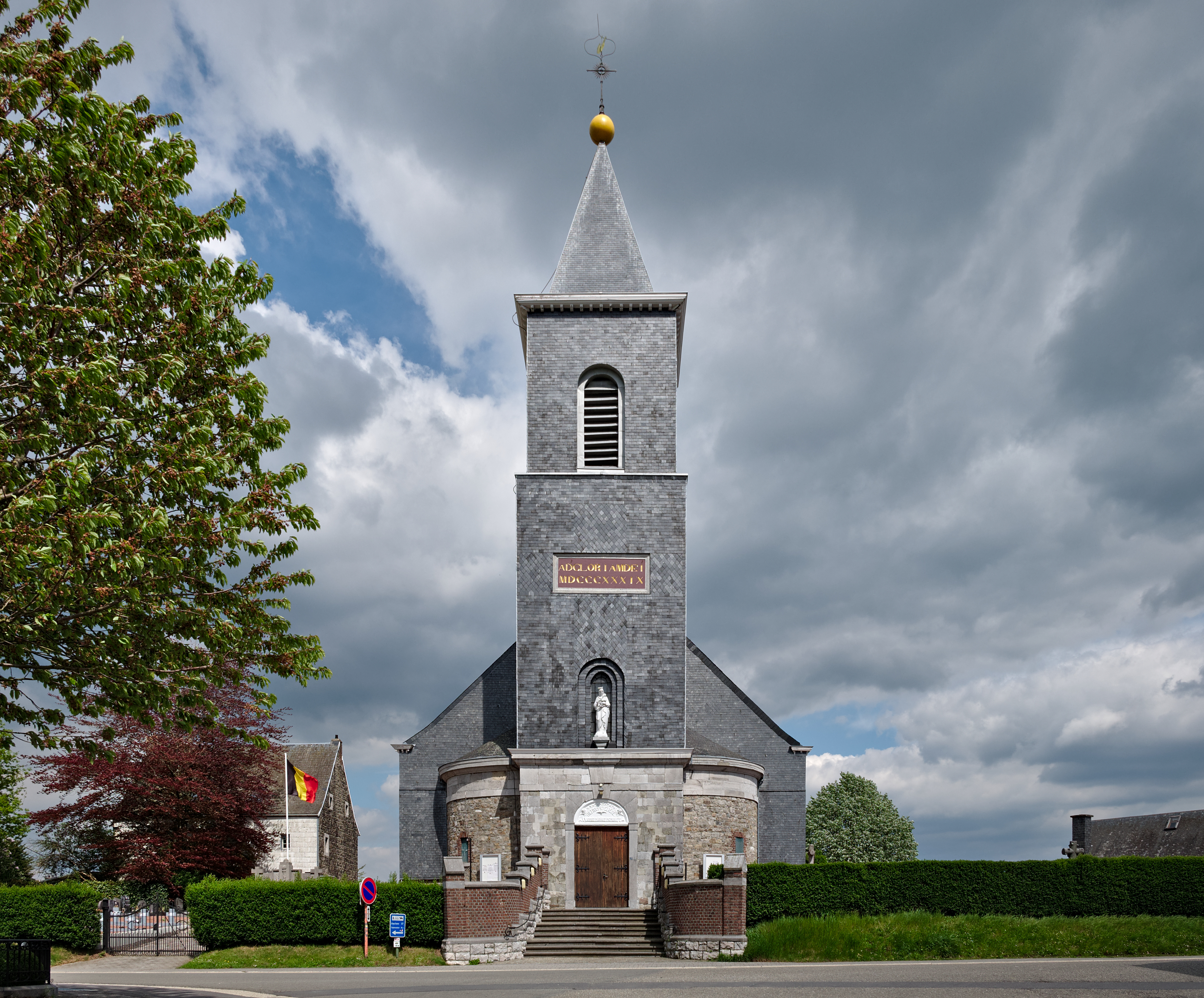
Façade de l'église Saint-Brice.

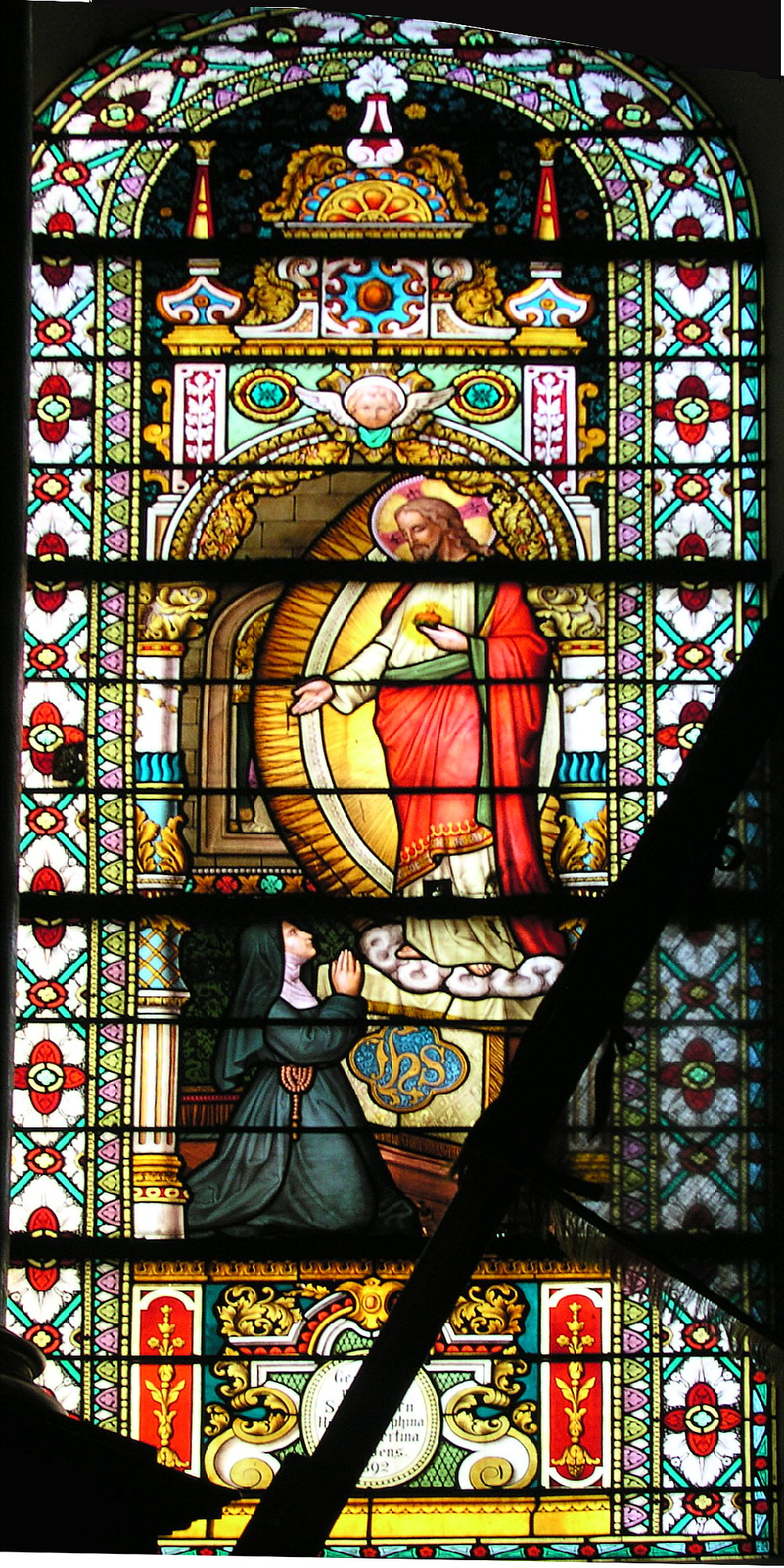
Vitrail de l'église Saint-Brice représentant sainte Marguerite-Marie Alacoque du Sacré-Cœur et de Jésus.

### Le cimetière américain dit «de Henri-Chapelle» à Hombourg
Nommée Cimetière américain de Henri-Chapelle, cette nécropole de 23 ha dans un site classé de plus de 300 ha compte actuellement près de 8 000 tombes de soldats américains et alliés tombés essentiellement durant la bataille d'Aix-la-Chapelle et l'offensive von Rundstedt en Ardennes.
Ce cimetière a compté initialement deux cimetières, l'un américain avec 16 000 tombes et un autre, allemand de 9 000 tombes, avant d'être remanié en 1960 après le rapatriement de nombreux corps et la suppression de plusieurs autres cimetières et le transfert du cimetière allemand à Lommel. Le nouveau cimetière fleuri et arboré, un mausolée avec un musée cartographique retraçant l'avance alliée ont été inaugurés en 1960 par le général Eisenhower. Un entretien minutieux de l'ensemble du site est assuré par l'American Battle Overseas Memorial. 
Le nom du cimetière « de Henri-Chapelle » est lié à la proximité géographique de ce village mais il est entièrement situé sur le territoire de l'ancienne commune de Hombourg.

### Les châteaux de Vieljaren et Berlieren
Le château de Berlieren est mentionné en 1124. Utilisé comme ferme-château jusqu'en 2007, son porche date du XVIIe siècle. Depuis 2008, le château de Berlieren fait l'objet de travaux d'aménagement en logements, gîtes, chambres d'hôtes, salle de banquet et centre de séminaires pour conférences, mariages ou autres événements.
Le château de Vieljaren est mentionné en 1286 (où il fut détruit par Jean Ier de Brabant). Il a gardé son caractère médiéval et est entouré de douves.

### Les bières artisanales
La brasserie artisanale Grain d'Orge située au cœur du village peut être visitée et permet la dégustation notamment de la Brice et de la Joup.

### Culture et loisirs
Hombourg se caractérise par le foisonnement de la vie associative locale avec pas moins d'une quarantaine d'associations dans le domaine musical (2 harmonies), folklorique (Joupes, Brices), culturel, sportif, de jeunesse, religieux, etc.
|                                     |
| L'intérieur de l'église Saint-Brice |

|                                     |
| L'intérieur de l'église Saint-Brice |

|               |
| Le presbytère |

|                                                     |
| L'école communale (aussi ancienne Maison communale) |

|                            |
| L'ancienne gare des trains |

|                          |
| Le château de Vieljaeren |